# Mercat de Sant Joan
El Mercat de Sant Joan fou un mercat de Sabadell situat a la plaça de Sant Joan que actualment és un casal per a gent gran del Sabadell. L'antic Mercat de Sant Joan és un edifici aïllat, de composició simètrica, i amb una planta de creu central amb cossos annexos al llarg del perímetre. L'edificació conté, a més, dues pèrgoles exteriors situades als dos costats,
que defineixen l'entorn de la plaça de Sant Joan. L'edifici, així com la plaça, és un projecte unitari de l'arquitecte municipal Joaquim Manich, de 1948.
L'accés principal se situa en una façana engalanada amb dues pilastres a cada costat de la porta d'accés i un coronament amb frontó, com a trets de composició clàssica. Sobre aquesta porta també hi destaquen el relleu de Sant Joan i l'escut de Sabadell. Tot el perímetre de l'edifici és resseguit per un sòcol de carreus de pedra vista que dona unitat al conjunt. A partir de l'abril del 2008 l'equipament va passar a ser un centre d'activitats per a la gent gran. Els treballs per adequar l'espai al nou ús van saber aprofitar la singularitat i els trets arquitectònics de l'edifici per donar-hi nous usos i millorar-ne l'accessibilitat.